# ブロードウェイ駅 (INDクロスタウン線)
ブロードウェイ駅（英語: Broadway）はブルックリン区ウィリアムズバーグにあるニューヨーク市地下鉄 INDクロスタウン線の駅である。ブロードウェイ - ユニオン・アベニュー交差点にあり、終日G系統が停車する。

## 駅構造
| G          | 地上階                       | 出入口                                                      |
| M          | 改札階                       | 改札口、駅員詰所、メトロカード自動券売機                    |
| P ホーム階 | 相対式ホーム、右側ドアが開く | 相対式ホーム、右側ドアが開く                                |
| P ホーム階 | 北行線                       | ← コート・スクエア駅行き（メトロポリタン・アベニュー駅）    |
| P ホーム階 | 南行線                       | → チャーチ・アベニュー駅行き（フラッシング・アベニュー駅）→ |
| P ホーム階 | 相対式ホーム、右側ドアが開く |                                                             |

ブロードウェイ駅は1937年7月1日のクロスタウン線ナッソー・アベニュー駅 - ホイト-スカーマーホーン・ストリーツ駅間延伸に合わせて開業した相対式ホーム2面2線を有する地下駅である。ホーム壁面には黒で縁取りされた緑の帯が水平に引かれており、緑で縁取りされた黒地に白のサンセリフ体で "BROADWAY" とレタリングした駅名標が取り付けられている。ホームにはダークブルーの I 形鋼の柱が等間隔で建っており、1本おきに黒地に白でレタリングしたニューヨーク市地下鉄標準の駅名標が取り付けられている。
帯の下には黒地に白で "BROADWAY" とレタリングした小さな駅名標が取り付けられているが、北行ホームに誤って "BRODAWAY" となっているものが1つある。ニューヨーク・デイリーニューズが2009年2月にこれを報じると上からステッカーを貼って修正されたが、2009年12月の時点では既にステッカーが剥がされてしまっていた。

### 出口
ホーム上に改札がある。

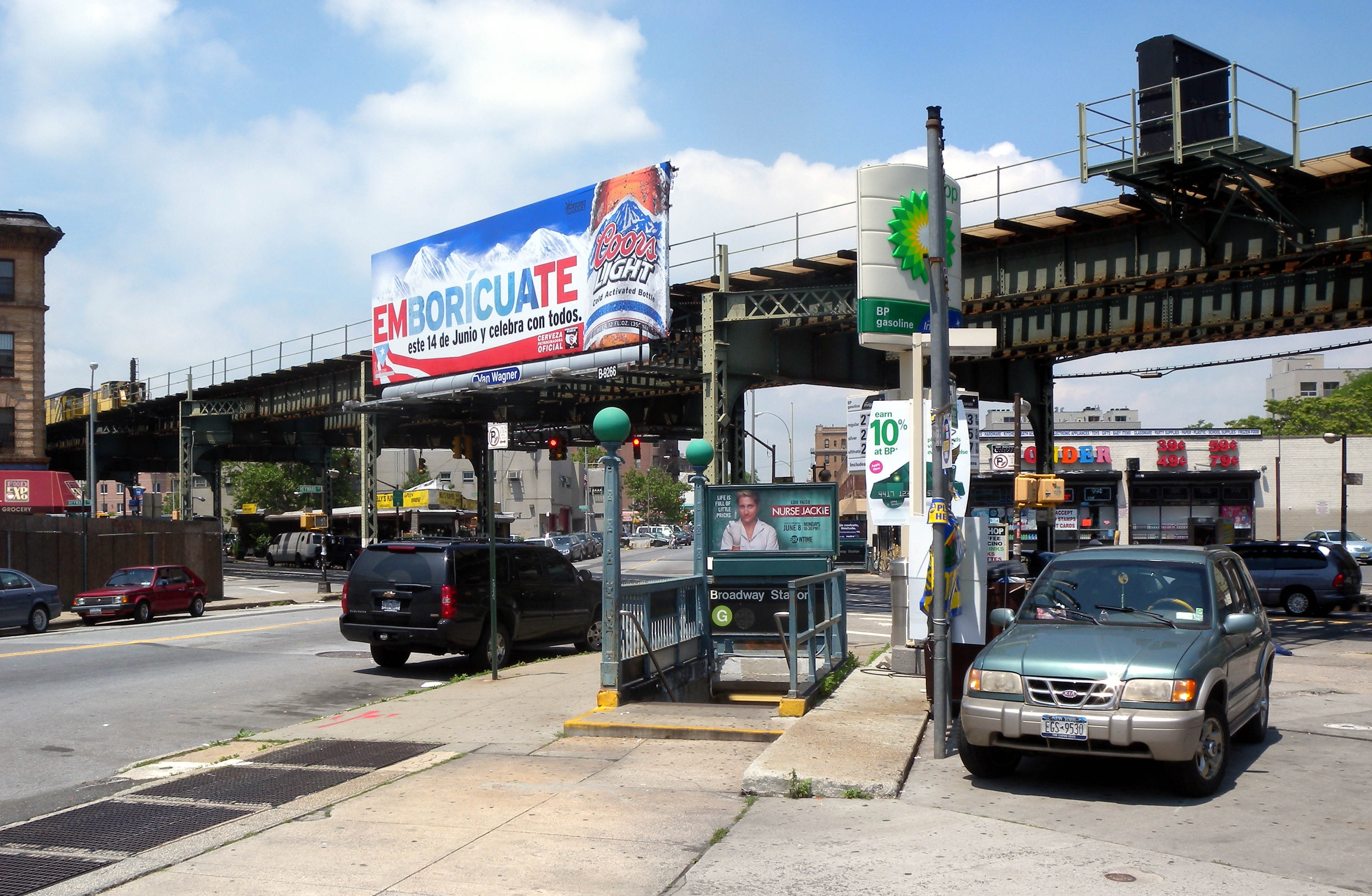
南東の階段。奥にはBMTジャマイカ線の高架橋が見える

- 階段1つ、ブロードウェイとユニオン・アベニュー交差点南西[5]
- 階段1つ、ブロードウェイとユニオン・アベニュー交差点北東[5]
- 階段1つ、ブロードウェイとユニオン・アベニュー交差点南東[5]
- 階段1つ、ブロードウェイとヘイワード・ストリート交差点南西[5]

### 未使用部
ブロードウェイ駅の北端は壁で塞がれ、倉庫として使われている。ホーム階エリアの北側3分の1は、ドアとフェンスで密閉された閉鎖された乗換通路で構成されている。これらの通路は、上層階にある南4丁目駅の駅舎につながっている。この区画は、インディペンデント・サブウェイ・システムの拡張計画の一環として建設された。
この駅舎は、マンハッタンから来る予定だったワース・ストリート線とハウストン・ストリート線とクロスタウン線との主要な乗り換え駅になるはずだった。これらの路線は東へ向かう2本の主要幹線となるはずだった。1本は計画中のユーティカ・アベニュー線に向かい、もう1本はマートル・アベニュー - セントラル・アベニュー線のロッカウェイ方面に向かう予定だった。駅は4面の島式ホームと線路6線を持つ半完成した構造で、ホイト-スカーマーホーン・ストリーツ駅と同じレイアウトである。線路、タイル、照明、階段は建設されていない。
2010年、数十人のストリート・アーティストが廃駅の壁に壁画を描き、その後MTAはかつて利用可能だった駅舎への入口を封鎖した。

## 連絡運輸
駅付近にはBMTジャマイカ線の高架橋があり、ヒューズ・ストリート駅とロリマー・ストリート駅に近い。現在これらの駅とは連絡運輸がされていないが、クロスタウン線にあるニュータウン川のトンネル修繕の際にロリマー・ストリート駅と当駅の間で改札外無料乗り換えを設定した経歴があり、BMTカナーシー線14丁目トンネル修繕の際はジャマイカ線2駅と当駅の間で改札外無料乗り換えの設定が予定されている。

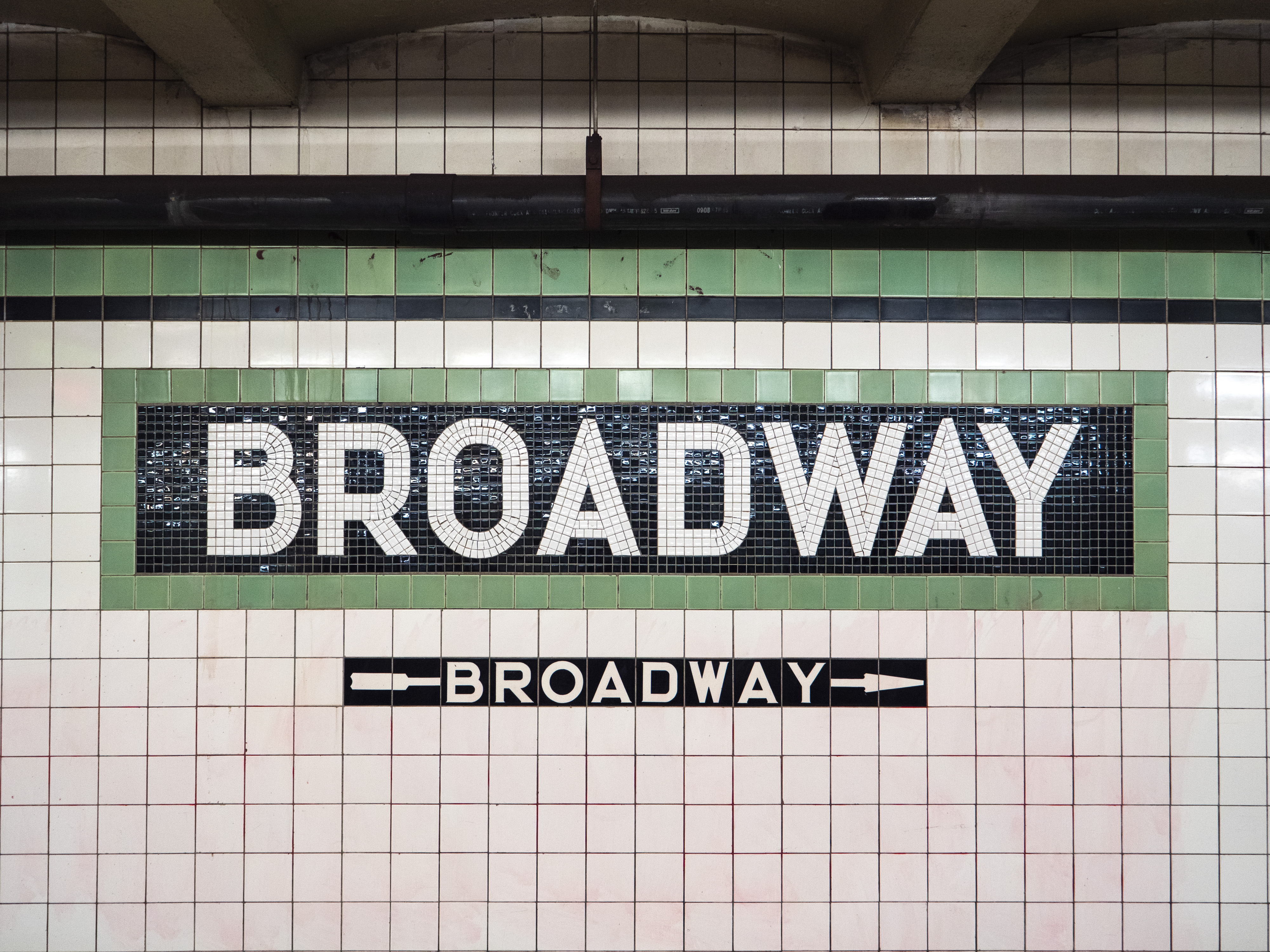
"Broadway"のモザイク